# IEEE Control Systems
IEEE Control Systems is een internationaal, aan collegiale toetsing onderworpen wetenschappelijk tijdschrift op het gebied van de regeltechniek. Met een impactfactor van 2,5 in 2011 is het een van de best geciteerde tijdschriften op dit gebied. Het wordt uitgegeven door het Institute of Electrical and Electronics Engineers en verschijnt tweemaandelijks.